# Vương triều thứ Mười Ba của Ai Cập

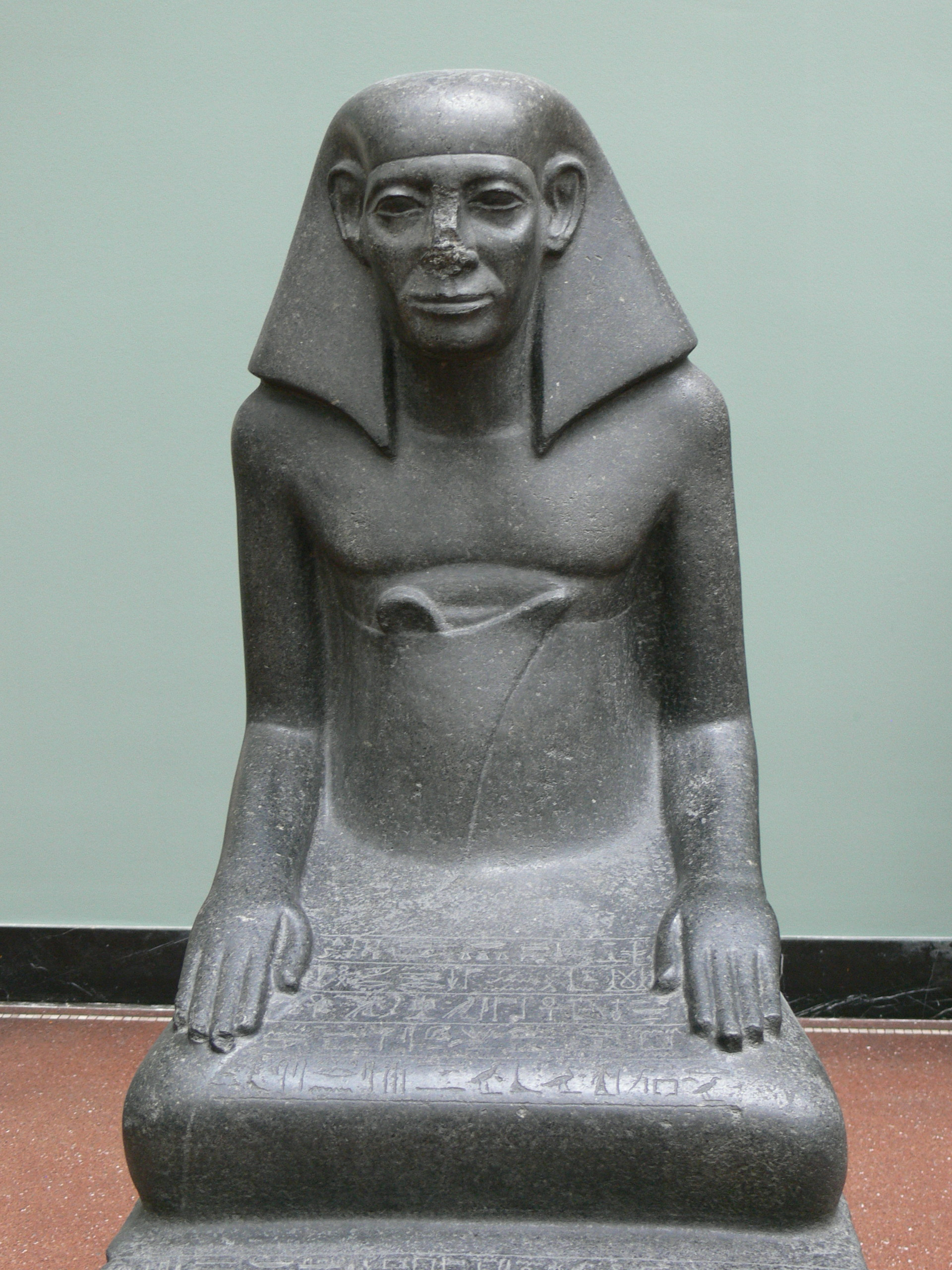
Tượng của một người thuộc hoàng gia và người quản lý cao cấp Gebu, vương triều thứ 13, 1700 TCN, lấy từ đền thờ Amun ở Karnak.

Vương triều thứ Mười Ba của Ai Cập cổ đại (Vương triều thứ 13) là một triều đại vua cai trị Ai Cập trong một khoảng thời gian thuộc Thời kỳ Trung Vương quốc. Vương triều này được ước tính bắt đầu vào năm 1773 TCN và kết thúc năm 1650 trước Công nguyên và có thể là đã cùng tồn tại song song với Vương triều thứ Mười Bốn.

## Cai trị
| Tên vua                                        | Nơi chôn cất                               |
| ---------------------------------------------- | ------------------------------------------ |
| Wegaf Khutawyre                                | Không rõ                                   |
| Ameny Intef IV (Amenemhet VI) Sankhibre        | Không rõ                                   |
| Hor Awibre                                     | Dahshur, gần kim tự tháp của Amenemhet III |
| Sobekhotep II (Amenmehet VII) Sekhemre Khutawy | Có khả năng là Kim tự tháp ở Dahshur       |
| Khendjer Userkare                              | Không rõ                                   |
| Sobekhotep III Sekhemre Sewadjtawy             | Không rõ                                   |
| Neferhotep I Khasekhemre                       | Không rõ                                   |
| Sobekhotep IV Khaneferre                       | Không rõ                                   |
| Merneferre Ay                                  | Không rõ                                   |
| Merhotepre                                     | Không rõ                                   |
| Sankhenre Sewadjtu                             | Không rõ                                   |